# Ophioplinthus partita
Ophioplinthus partita är en ormstjärneart som först beskrevs av Jean Baptiste François René Koehler 1908.  Ophioplinthus partita ingår i släktet Ophioplinthus och familjen fransormstjärnor. Inga underarter finns listade i Catalogue of Life.